# Danh sách album bán chạy nhất thập niên 2000 (Liên hiệp Anh)

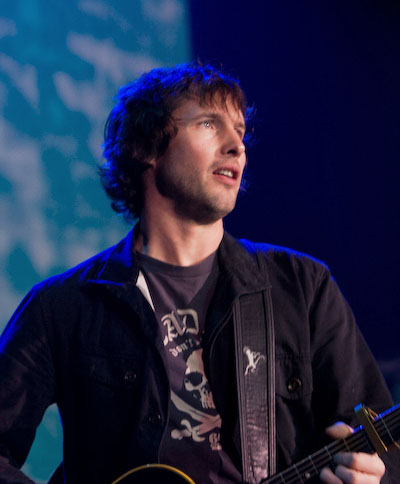
Album Back to Bedlam của James Blunt đã là album bán chạy nhất trong thập niên 2000 tại Anh Quốc, với 3.04 triệu bản.

UK Albums Chart là bảng xếp hạng biên tập bởi Official Charts Company nhằm tính toán kết quả những album bán chạy nhất tại Anh Quốc. Kể từ năm 2005, bảng xếp hạng được tính dựa trên cả lượng đĩa CD lẫn album kĩ thuật số, dựa trên điều kiện nếu album đó phải được phát hành trên cả hai định dạng trên. Năm 2007, điều luật thay đổi cho bất kì album nào chỉ cần có lượng tải về đủ lớn, không phân biệt các bản sao có sẵn, là có thể được tính vào bảng xếp hạng mà không cần tính đến lượng đĩa CD bán ra là ít hay nhiều.
Từ năm 2000 đến năm 2009, hơn 100 album tiêu thụ hơn 1 triệu bản tại Anh Quốc. Đến hết thập niên, một bảng xếp hạng được biên tập bởi Official Charts Company nhằm đưa ra các album bán chạy nhất trong khoảng thời gian 10 năm. Danh hiệu này thuộc về James Blunt với album đầu tay Back to Bedlam phát hành năm 2004. Album đã bán ra 3.04 triệu bản, xếp trước album No Angel của nữ ca sĩ Dido với 3.03 triệu bản. Dido xuất hiện hai lần trong top 10 cùng với Life for Rent ở vị trí thứ bảy. Amy Winehouse (3), Leona Lewis (4) và David Gray (5) là những nghệ sĩ đơn ca khác góp mặt trong top 10. Album tổng hợp 1 giúp cho The Beatles trở thành nhóm nhạc có vị trí cao nhất trong bảng xếp hạng với vị trí thứ 6; Coldplay (8), Scissor Sisters (9) và Take That (10) là những nhóm nhạc còn lại của top 10. Robbie Williams là người có nhiều album nhất trong danh sách với 5 album.
BBC Radio 1 thông báo bảng xếp hạng này trong một chương trình do DJ Nihal giới thiệu vào ngày 28 tháng 12 năm 2009. Danh sách "những album bán chạy nhất" của thập niên tại Anh Quốc cũng được giới thiệu trong một chuỗi ba chương trình giữa các ngày 29 đến 31 tháng 12 năm 2009. Vì chương trình được phát sóng vào tuần cuối cùng của tháng 12, nên bảng xếp hạng không cập nhật doanh số từ tuần cuối cùng của năm. Một bảng xếp hạng chưa cập nhật, bao gồm doanh số tăng đến ngày 31 tháng 12 năm 2009 và có một số thay đổi nhỏ so với bảng xếp hạng phát sóng trên Radio 1, được đăng trên tạp chí thương mại Music Week của Anh trong số ra ngày 30 tháng 1 năm 2010.
Đứng đầu danh sách những album truyển tập bán chạy nhất thập niên trên UK Compilation Chart là loạt album Now That's What I Call Music!. Album tuyển tập bán chạy nhất thập niên 2000 là Now 47 với 1.371.324 bản đã tiêu thụ, xếp sau là Now 50 với 1,367,380 bản. Album nhạc phim bán chạy nhất thập niên 2000 là Mamma Mia! The Movie Soundtrack với tổng cộng 1.320.357 bản tiêu thụ tính đến cuối năm 2009.

## Danh sách chi tiết

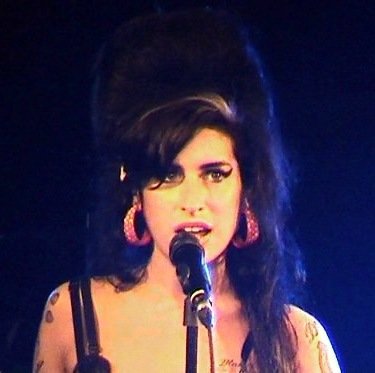
Amy Winehouse có album đứng thứ ba trong danh sách với Back to Black và cũng là một trong những album bán chạy nhất trong thế kỉ thứ 21.

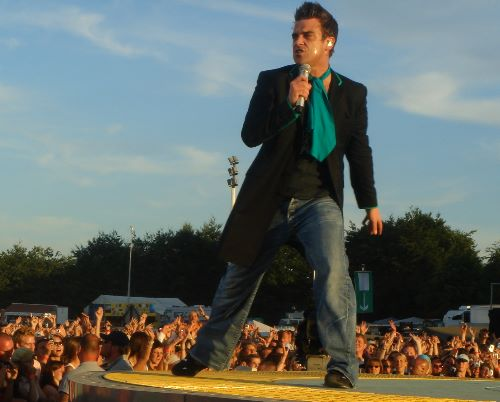
Robbie Williams là nghệ sĩ có nhiều album nhất trong danh sách với 5 album. Swing When You're Winning ở vị trí thứ 17, sau đó là Greatest Hits (19), Sing When You're Winning (20), Escapology (23) và Intensive Care (53).

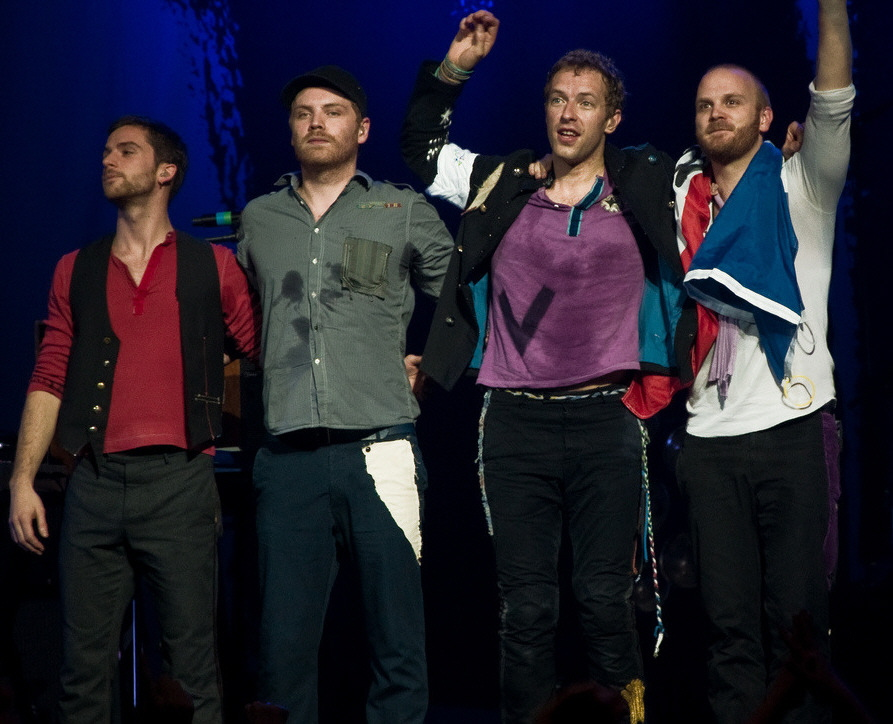
Coldplay có 4 album trong danh sách với: Parachutes (8), A Rush of Blood to the Head (12), X&Y (13) và Viva la Vida or Death and All His Friends (91).

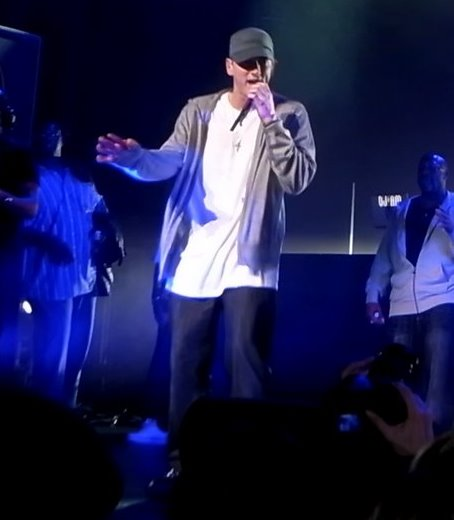
Eminem có 3 album trong danh sách. The Marshall Mathers LP ở vị trí thứ 16, trong khi The Eminem Show (61) và Curtain Call: The Hits (90) cũng có góp mặt.

| Số thứ tự | Nghệ sĩ             | Album                                          | Năm phát hành | Thứ hạng cao nhất | Doanh số  |
| --------- | ------------------- | ---------------------------------------------- | ------------- | ----------------- | --------- |
| 1         | James Blunt         | Back to Bedlam                                 | 2004          | 1                 | 3.191.393 |
| 2         | Dido                | No Angel                                       | 2000          | 1                 | 3.052.901 |
| 3         | Amy Winehouse       | Back to Black                                  | 2006          | 1                 |           |
| 4         | Leona Lewis         | Spirit                                         | 2007          | 1                 |           |
| 5         | David Gray          | White Ladder                                   | 1998          | 1                 |           |
| 6         | The Beatles         | 1                                              | 2000          | 1                 | 2,867,152 |
| 7         | Dido                | Life for Rent                                  | 2003          | 1                 |           |
| 8         | Coldplay            | A Rush of Blood to the Head                    | 2002          | 1                 |           |
| 9         | Scissor Sisters     | Scissor Sisters                                | 2004          | 1                 | 2,707,567 |
| 10        | Take That           | Beautiful World                                | 2006          | 1                 |           |
| 11        | Keane               | Hopes and Fears                                | 2004          | 1                 |           |
| 12        | Coldplay            | X&Y                                            | 2005          | 1                 |           |
| 13        | Coldplay            | Parachutes                                     | 2000          | 1                 |           |
| 14        | Norah Jones         | Come Away with Me                              | 2002          | 1                 |           |
| 15        | Snow Patrol         | Eyes Open                                      | 2006          | 1                 |           |
| 16        | Eminem              | The Marshall Mathers LP                        | 2000          | 1                 |           |
| 17        | Robbie Williams     | Swing When You're Winning                      | 2001          | 1                 |           |
| 18        | Kings of Leon       | Only by the Night                              | 2008          | 1                 | 2.260.195 |
| 19        | Robbie Williams     | Greatest Hits                                  | 2004          | 1                 |           |
| 20        | Robbie Williams     | Sing When You're Winning                       | 2000          | 1                 |           |
| 21        | Susan Boyle         | I Dreamed a Dream                              | 2009          | 1                 | 1.632.732 |
| 22        | Duffy               | Rockferry                                      | 2008          | 1                 |           |
| 23        | Robbie Williams     | Escapology                                     | 2002          | 1                 |           |
| 24        | Take That           | The Circus                                     | 2008          | 1                 |           |
| 25        | ABBA                | ABBA Gold: Greatest Hits                       | 1992          | 1                 | 1.995.170 |
| 26        | Green Day           | American Idiot                                 | 2004          | 1                 |           |
| 27        | The Killers         | Hot Fuss                                       | 2004          | 1                 |           |
| 28        | Kaiser Chiefs       | Employment                                     | 2005          | 2                 |           |
| 29        | Christina Aguilera  | Stripped                                       | 2002          | 2                 |           |
| 30        | Maroon 5            | Songs About Jane                               | 2002          | 1                 |           |
| 31        | Justin Timberlake   | Justified                                      | 2002          | 1                 |           |
| 32        | Texas               | The Greatest Hits                              | 2001          | 1                 |           |
| 33        | Take That           | Never Forget - The Ultimate Collection         | 2005          | 2                 |           |
| 34        | Katie Melua         | Call Off the Search                            | 2003          | 1                 |           |
| 35        | Craig David         | Born to Do It                                  | 2004          | 1                 |           |
| 36        | Michael Jackson     | Number Ones                                    | 2003          | 1                 |           |
| 37        | Pink                | Missundaztood                                  | 2002          | 2                 |           |
| 38        | Moby                | Play                                           | 2000          | 1                 |           |
| 39        | Stereophonics       | Just Enough Education to Perform               | 2001          | 1                 |           |
| 40        | Avril Lavigne       | Let Go                                         | 2002          | 1                 |           |
| 41        | Eva Cassidy         | Songbird                                       | 1998          | 1                 |           |
| 42        | Gorillaz            | Demon Days                                     | 2005          | 1                 |           |
| 43        | Kylie Minogue       | Fever                                          | 2001          | 1                 |           |
| 44        | Queen               | Greatest Hits III                              | 1999          | 5                 |           |
| 45        | Snow Patrol         | Final Straw                                    | 2003          | 3                 |           |
| 46        | Westlife            | Coast to Coast                                 | 2000          | 1                 |           |
| 47        | Will Young          | Friday's Child                                 | 2003          | 1                 |           |
| 48        | Whitney Houston     | Whitney: The Greatest Hits                     | 2000          | 1                 |           |
| 49        | R.E.M.              | In Time: The Best of R.E.M. 1988–2003          | 2003          | 1                 |           |
| 50        | KT Tunstall         | Eye to the Telescope                           | 2004          | 3                 |           |
| 51        | Daniel Bedingfield  | Gotta Get Thru This                            | 2002          | 2                 |           |
| 52        | Madonna             | Music                                          | 2000          | 1                 |           |
| 53        | Robbie Williams     | Intensive Care                                 | 2005          | 1                 |           |
| 54        | Mika                | Life in Cartoon Motion                         | 2007          | 1                 |           |
| 55        | Rihanna             | Good Girl Gone Bad                             | 2007          | 1                 |           |
| 56        | Lady Gaga           | The Fame                                       | 2008          | 1                 | 1.388.847 |
| 57        | Elvis Presley       | ELV1S                                          | 2002          | 1                 |           |
| 58        | The Black Eyed Peas | Elephunk                                       | 2003          | 3                 |           |
| 59        | Kelly Clarkson      | Breakaway                                      | 2005          | 3                 |           |
| 60        | Westlife            | Unbreakable - The Greatest Hits Vol. 1         | 2002          | 1                 |           |
| 61        | Eminem              | The Eminem Show                                | 2002          | 1                 |           |
| 62        | Il Divo             | Il Divo                                        | 2004          | 1                 |           |
| 63        | Enrique Iglesias    | Escape                                         | 2001          | 1                 |           |
| 64        | Razorlight          | Razorlight                                     | 2006          | 1                 |           |
| 65        | Jack Johnson        | In Between Dreams                              | 2005          | 1                 |           |
| 66        | James Morrison      | Undiscovered                                   | 2006          | 1                 |           |
| 67        | Guns N' Roses       | Greatest Hits                                  | 2004          | 1                 |           |
| 68        | Elton John          | Greatest Hits 1970-2002                        | 2002          | 3                 |           |
| 69        | Scissor Sisters     | Ta-Dah                                         | 2006          | 1                 |           |
| 70        | The Killers         | Sam's Town                                     | 2006          | 1                 |           |
| 71        | Usher               | Confessions                                    | 2004          | 1                 |           |
| 72        | Rod Stewart         | The Story So Far: The Very Best of Rod Stewart | 2001          | 7                 |           |
| 73        | The Darkness        | Permission to Land                             | 2003          | 1                 |           |
| 74        | Blue                | One Love                                       | 2002          | 1                 |           |
| 75        | The Kooks           | Inside In/Inside Out                           | 2006          | 2                 |           |
| 76        | Gabrielle           | Dreams Can Come True, Greatest Hits Vol. 1     | 2001          | 2                 |           |
| 77        | Linkin Park         | Hybrid Theory                                  | 2000          | 4                 |           |
| 78        | Oasis               | Stop the Clocks                                | 2006          | 2                 |           |
| 79        | Frank Sinatra       | My Way: The Best of Frank Sinatra              | 1997          | 22                |           |
| 80        | Ronan Keating       | Ronan                                          | 2000          | 1                 |           |
| 81        | Michael Bublé       | Crazy Love                                     | 2009          | 1                 |           |
| 82        | Madonna             | Confessions on a Dance Floor                   | 2005          | 1                 |           |
| 83        | Westlife            | Face to Face                                   | 2005          | 1                 |           |
| 84        | Arctic Monkeys      | Whatever People Say I Am, That's What I'm Not  | 2006          | 1                 |           |
| 85        | Katie Melua         | Piece by Piece                                 | 2005          | 1                 |           |
| 86        | Evanescence         | Fallen                                         | 2003          | 1                 |           |
| 87        | Pink                | I'm Not Dead                                   | 2006          | 3                 |           |
| 88        | Blue                | All Rise                                       | 2001          | 1                 |           |
| 89        | Faithless           | Forever Faithless - The Greatest Hits          | 2005          | 1                 |           |
| 90        | Eminem              | Curtain Call: The Hits                         | 2005          | 1                 |           |
| 91        | Coldplay            | Viva la Vida or Death and All His Friends      | 2008          | 1                 |           |
| 92        | Travis              | The Man Who                                    | 1999          | 1                 |           |
| 93        | Franz Ferdinand     | Franz Ferdinand                                | 2004          | 3                 |           |
| 94        | Pussycat Dolls      | PCD                                            | 2005          | 7                 |           |
| 95        | Gabrielle           | Rise                                           | 1999          | 1                 |           |
| 96        | U2                  | How to Dismantle an Atomic Bomb                | 2004          | 1                 |           |
| 97        | Travis              | The Invisible Band                             | 2001          | 1                 |           |
| 98        | Ronan Keating       | 10 Years of Hits                               | 2004          | 1                 |           |
| 99        | Anastacia           | Anastacia                                      | 2004          | 1                 |           |
| 100       | David Gray          | A New Day at Midnight                          | 2002          | 1                 |           |

Ghi chú:
1. ↑  Bảng xếp hạng cập nhật các album bán chạy nhất trong thập kỷ này được xuất bản trên tạp chí Music Week vào tháng 1 năm 2010 đã xếp Back to Black ở vị trí thứ 19.[11] Dường như vị trí này chỉ dành cho phiên bản "Standard Edition" của album.[11]